# Ballard (Utah)
Ballard es una población del condado de Uintah, estado de Utah, Estados Unidos. Según el censo de 2000 la población era de 566 habitantes, con un pequeño descenso respecto a 1990, cuando tenía una población de 644 habitantes.

## Geografía
Ballard está en las coordenadas 40°17′42″N 109°57′30″O / 40.29500, -109.95833.
Según la oficina del censo de Estados Unidos, la población tiene un área total de 36,3 km². No tiene superficie cubierta de agua.

## Demografía
Según el censo de 2000, había 566 habitantes, 181 casas y 146 familias residían en la ciudad. La densidad de población era 15,6 habitantes/km². Había 196 unidades de alojamiento con una densidad media de 5,4 unidades/km².
La máscara racial de la ciudad era 95,41% blanco, 0,18% afroamericano, 3.00% indio americano, 0.53% de otras razas y 0,88% de dos o más razas. Los hispanos o latinos de cualquier raza eran el 1,41% de la población.
Había 181 casas, de las cuales el 47,0% tenía niños menores de 18 años, el 70,7% eran matrimonios, el 3,9% tenía un cabeza de familia femenino sin marido, y el 19,3% no son familia. El 18,2% de todas las casas tenían un único residente y el 7,7% tenía sólo residentes mayores de 65 años. El promedio de habitantes por hogar era de 3,13 y el tamaño medio de familia era de 3,58.
El 34,6% de los residentes es menor de 18 años, el 10,2% tiene edades entre los 18 y 24 años, el 26,5% entre los 25 y 44, el 20,3% entre los 45 y 64, y el 8,3% tiene 65 años o más. La media de edad es 30 años. Por cada 100 mujeres había 108,9 hombres. Por cada 100 mujeres de 18 años o más, había 111,4 hombres.
El ingreso medio por casa en la ciudad era de 35.278$, y el ingreso medio para una familia era de 36.484$. Los hombres tenían un ingreso medio de 29.875$ contra 17.361$ de las mujeres. Los ingresos per cápita para la ciudad eran de 12.620$. Aproximadamente el 7,7% de las familias y el 8,5% de la población está por debajo del nivel de pobreza, incluyendo el 6,8% de menores de 18 años y el 17,0% de mayores de 65.